# Орланди, Невио
Невио Орланди (итал. Nevio Orlandi; род. 30 января 1954, Казальмаджоре, Ломбардия) — итальянский футбольный тренер.

## Карьера
В качестве футболиста Орландини выступал за ряд итальянских клубов низших лиг. Будучи тренером, он долгие годы работал в системе «Реджины», возглавляя её юношеские и молодежную команду.
В марте 2008 года Орланди доверили возглавить основу клуба после отставки Ренцо Уливьери. В трудной турнирной ситуации (команда занимала 19-е место в Серии А), тренер сумел удержать её в элите итальянского футбола. После этого с ним был продлен контракт. Однако в следующем сезоне «Реджина» вылетела из Серии А, а специалист в декабре отправился в отставку, но уже через месяц он вернулся на свою должность после неудачной работы у руля клуба Джузеппе Пилона
После «Реджины» Орланди возобновил свою тренерскую карьеру только спустя четыре года. Он работал с рядом коллективов из Серии С и D.